# Odense Adventkirke
Odense Adventistkirke er indrettet i en ombygget villa på Hunderupvej i Hunderup-kvarteret i Odense, som blev ombygget til kirke i 1950'erne.
Kirken danner rammen om menighedens aktiviteter, bibelstudie og gudstjeneste hver lørdag, studiegrupper og sociale aktiviteter, men indeholder også udlejede studieboliger og lokaler til Komiteens Radio.
Præst ved kirken er Thomas Rasmussen.
Kirken har som de andre fynske menigheder i Syvende Dags Adventistkirken et ophængt kirkeskib.
| Religion | Spire Denne religionsartikel er en spire som bør udbygges. Du er velkommen til at hjælpe Wikipedia ved at udvide den. |